# Georg Pencz
Georg Pencz, též Jörg Pentz, Benntz, Bentz, Benz, atd. (* kolem 1500 ve Westheimu, poblíž Bad Windsheim – kolem 11. října 1550, pravděpodobně ve Wroclawi nebo Lipsku) byl německý malíř, kreslíř a rytec období renesance a manýrismu. Spolu s oběma bratry Behamy je řazen k tzv. "Norimberským malým mistrům".

## Život a dílo
Datum narození je odvozeno ze záznamu jeho výslechu z roku 1525, kde je o něm zmínka jako 25letém. Otec Hanns Penncz von Westhenn byl občanem ve Westheimu. Jeho syn Georg pravděpodobně vyrostl v rodině Behamů společně s bratry Barthelem a Hansem Sebaldem. Georg Pencz byl cestujícím tovaryšem v dílně Albrechta Dürera a údajně se již v roce 1521 podílel na výzdobě norimberské radnice podle Dürerových návrhů. V norimberských dokumentech se poprvé objevil 8. srpna 1523, když za poplatek 4 florenů získal městská občanská práva.
Na podzim 1524 patřil v Norimberku spolu Barthelem Behamem a Sebaldem Behamem do spikleneckého kruhu kolem reformního teologa Thomase Müntzera, který představoval radikální křídlo luteránů a kritizoval samotného Luthera. Jejich spiklenecká setkání byla prozrazena a všichni tři malíři společně s ředitelem norimberské latinské školy Hansem Denckem, v jehož domě se shromáždění konala, byli 10. ledna 1525 uvězněni. Po výslechu byl Hans Denck a později i malíři, obvinění z podněcování „revoluční nálady mezi lidmi“, vypovězeni z Norimberku. Několik týdnů po tomto rozsudku došlo na venkově k velkým nepokojům a povstáním (Německá selská válka 1525) a malíři se v té době uchýlili do Bad Winsheimu. Všichni tři opakovaně žádali městskou radu o prominutí trestu a v listopadu 1525 se mohli vrátit do Norimberku.
V letech 1526 a 1527 došlo v Norimberku opět k sociálním nepokojům, ale Georg Pencz není v těchto záznamech zmíněn, neboť v letech 1526 až 1528/29 pobýval v Itálii. Stejně jako Dürer byl ovlivněn benátskou renesancí. Pracoval v dílně rytce Marcantonia Raimondiho a dosáhl takového mistrovství, že některé Marcantoniovy rytiny byly později považovány za jeho díla. Dochovalo se celkem 126 Penczových rytin (mj. Petrarkovy Triumfy, Život Krista - 26 listů). Jeho mědiryt Dobytí Karthága (400 × 537 mm, podle Giulio Romana) patří k nejrozměrnějším rytinám 16. století. Přispěl rovněž 193 dřevoryty do německého vydání Vitruviových spisů v němčině (překlad Peter Flötner, vydal Johan Petreius, Norimberk 1548). Pencz i oba bratři Behamové jsou pro své kvalitní a pečlivě zpracované, často velmi drobné grafické listy označováni jako "Malí mistři" (Kleinmeister).
18. května 1529 se v Norimberku oženil s Margaretou Graf, dcerou malíře Michaela Grafa, a měl s ní nejméně 13 dětí. Roku 1532 byl jmenován městským malířem, kde v této funkci nahradil Albrechta Dürera. Zdobil iluzivními malbami ve stylu trompe l'oeil domy norimberských patricijů a kolem roku 1534 vytvořil slavnou nástropní výzdobu ve Flötnerově Hirsvogelsaal v Norimberku, kde je na 20 obrazech, malovaných olejem na plátně a připevněných na rámu, scéna Pádu Faethóna. Podle Niny C. Weiser byl Georg Pencz „prvním Němcem, který šel ve stopách velkých italských malířů nástěnných maleb.“
Roku 1538 pracoval spolu s Flötnerem pro polského krále Zikmunda I. v Krakově, kde namaloval vnější stranu křídel se scénami Utrpení Krista tzv. Stříbrného oltáře pro jeho kapli ve Wawelu. Roku 1539 krátce pobýval v Římě. Obdivoval Rafaela a z jeho grafických listů je zřejmé, že byl obeznámen s díly Giulia Romana v Mantově a Michelangelovým Posledním soudem. Roku 1540 byl spolu s dalšími umělci, kteří byli obeznámeni s italskou renesancí, pověřen přípravou výzdoby Norimberka k uvítání císaře Ferdinanda I.
Stal se vysoce ceněným malířem portrétů. Penczovy portréty norimberských měšťanů ukazují obeznámenost s italskou portrétní malbou (Bronzino, Titian, Lorenzo Lotto). Postavy vyplňují prostor obrazu a jsou umístěny v jednoduché architektuře zdobené klasickými ornamenty, obvykle v rohu místnosti. Penczovo školení u A. Dürera i znalost raně renesančních děl vlámských mistrů prozrazují pečlivě vypracované detaily kožešinových oděvů, drobná zátiší, zrcadlo nebo skleněné nádoby odrážející okolí, ženské šperky a ozdoby. Postavy jsou obráceny k divákovi a jejich chladně realistický výraz hraničí s nerudností. Penczův portrét norimberského luteránského patricije a rytíře Sigismunda Baldingera byl roku 2010 v aukční síni Christie’s vydražen za 5 641 250 £.
V září roku 1550 ho pruský kníže Albrecht Braniborsko-Ansbašský jmenoval svým dvorním malířem. Georg Pencz tehdy pobýval se svým synem Egidiem, rovněž nadaným malířem, ve Wroclawi. Písemné prameny uvádějí, že oba zemřeli při nehodě ve Wroclawi nebo v Lipsku během cesty do Königsbergu.

## Galerie /malba

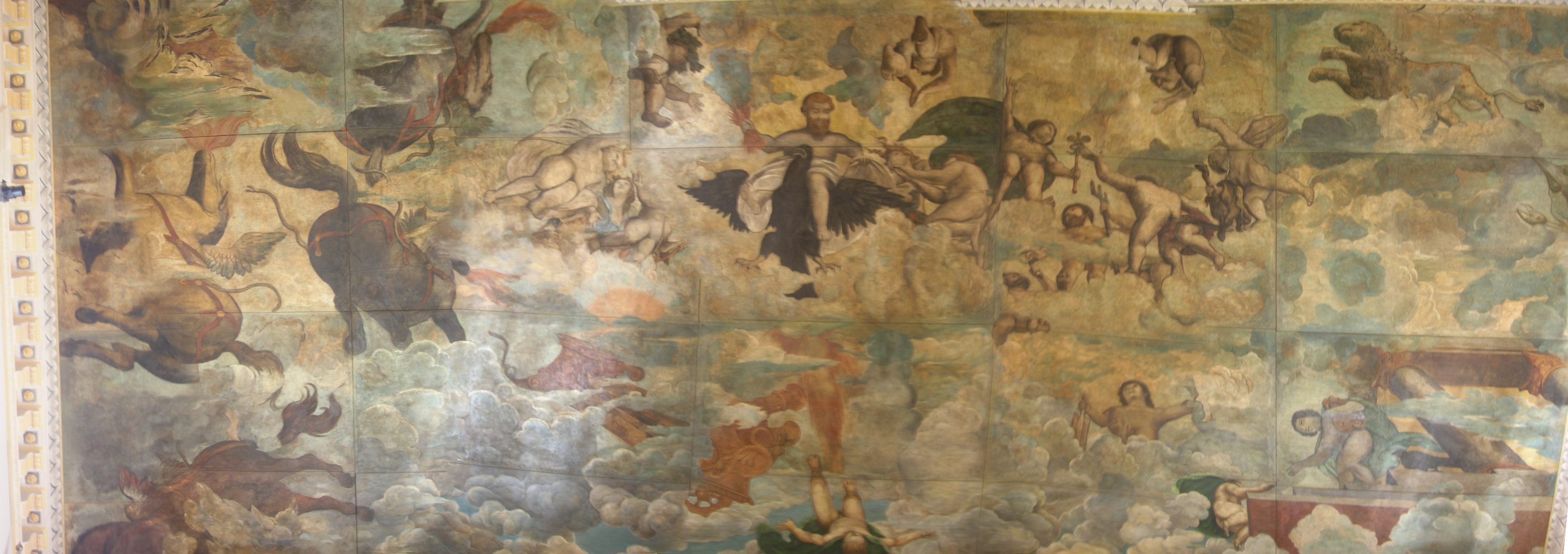
Pád Phaetona, Hirschvogelův sál, Norimberk (1534)
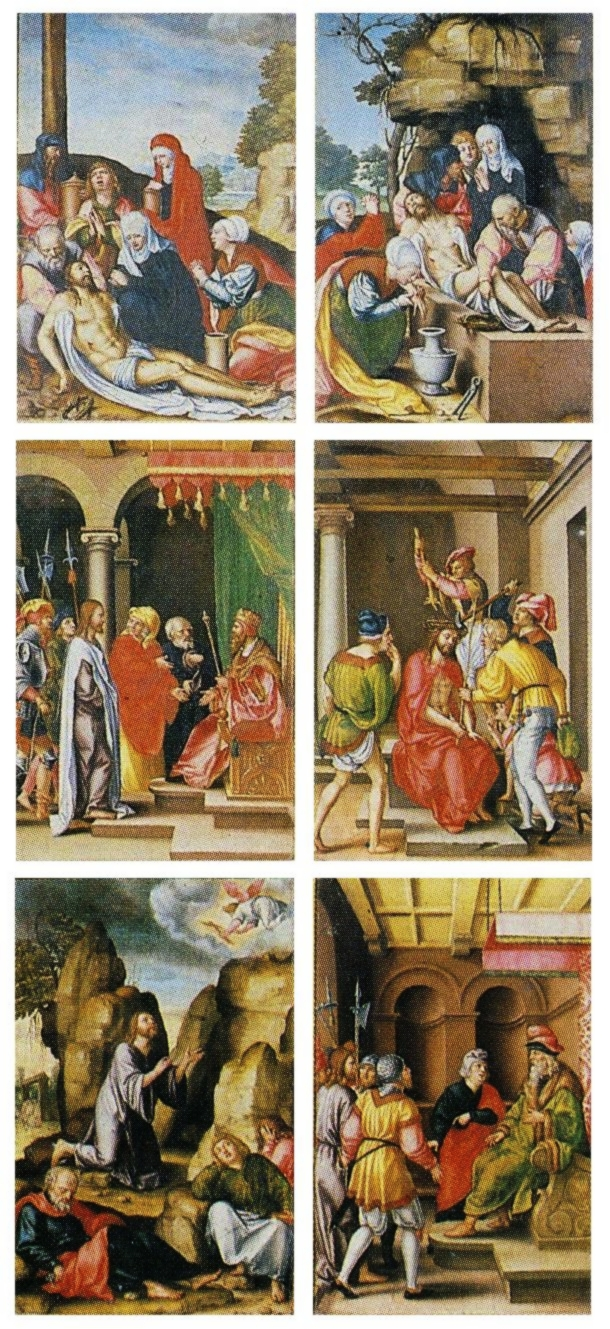
Stříbrný oltář (1538), Wawel, Krakov
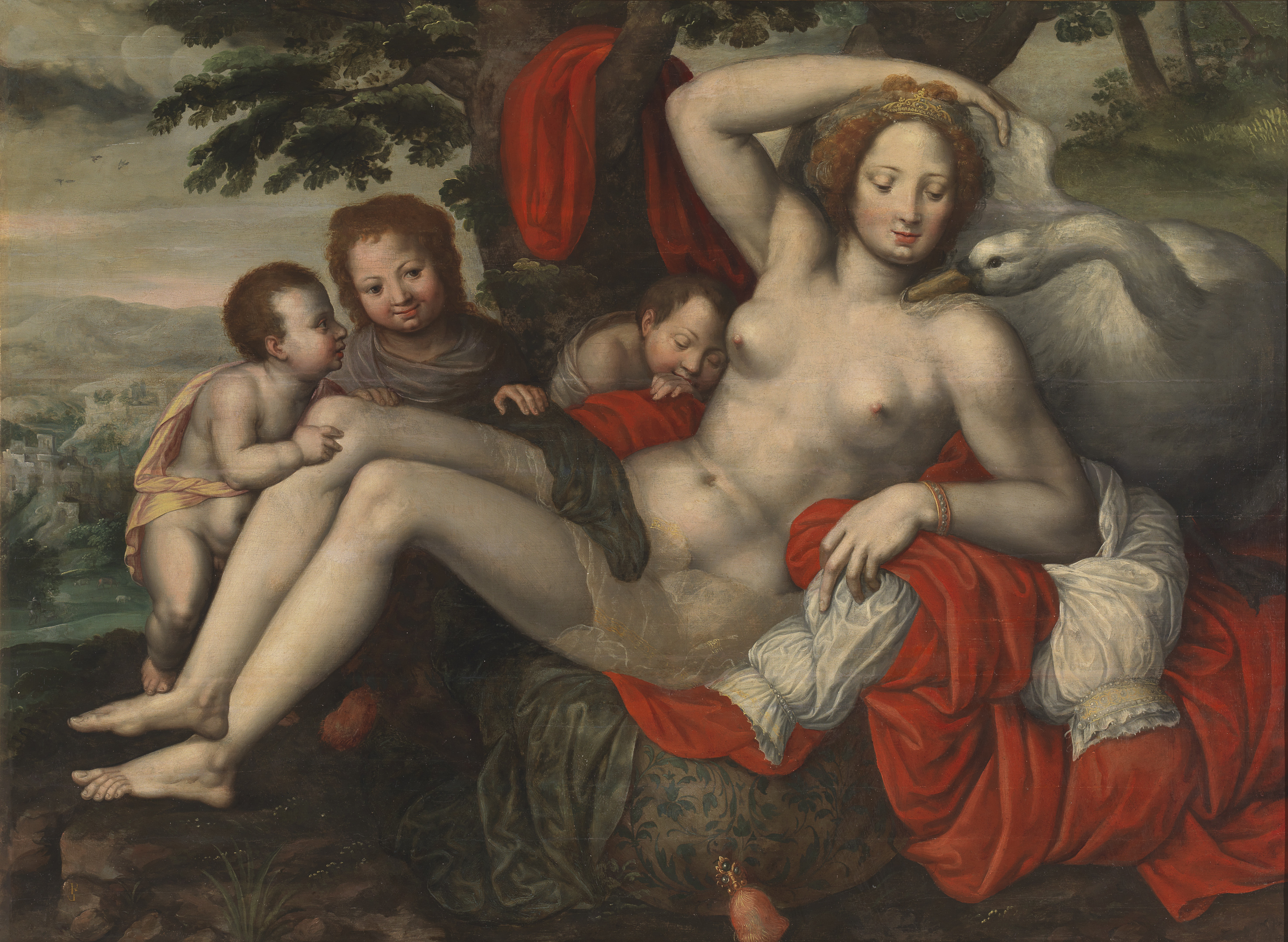
Leda s labutí, Museo del Prado
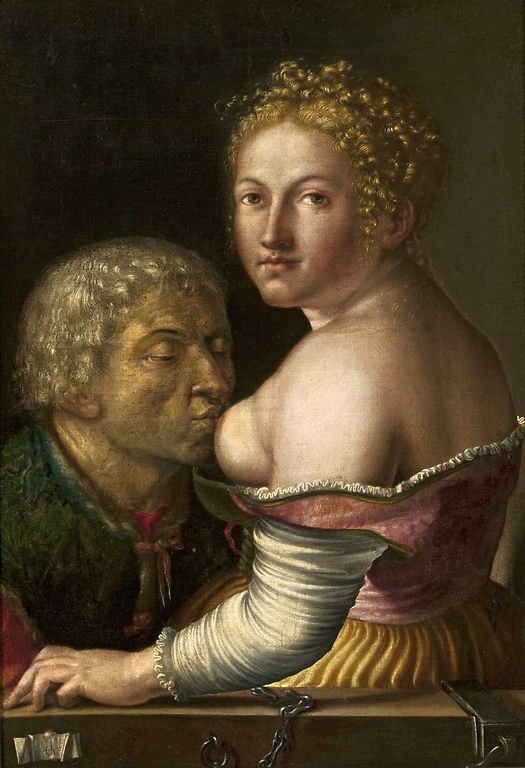
Caritas Romana (1538), NM Waršava
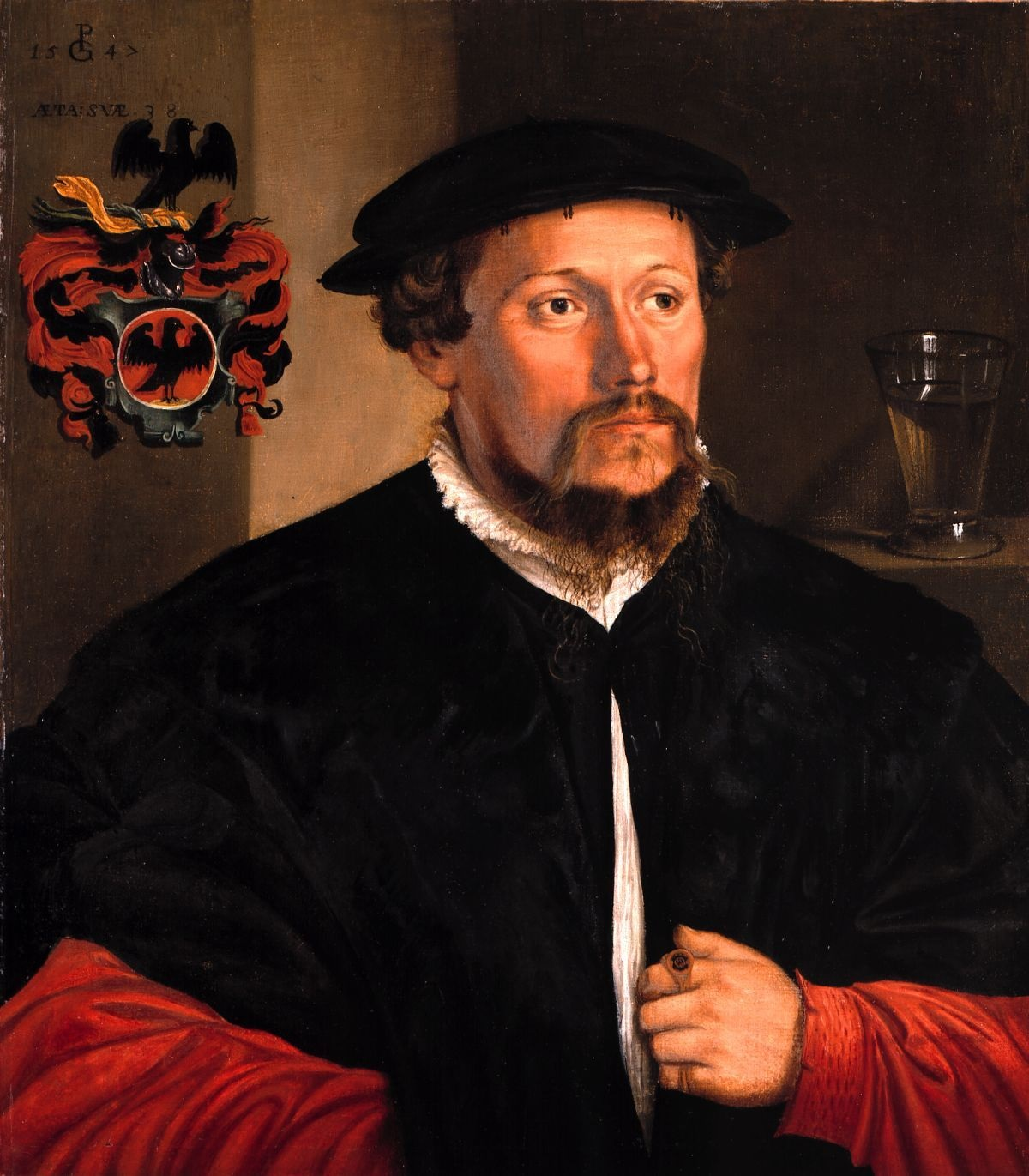
Lienhard Hirschvogel (1542), Pinakotéka Mnichov
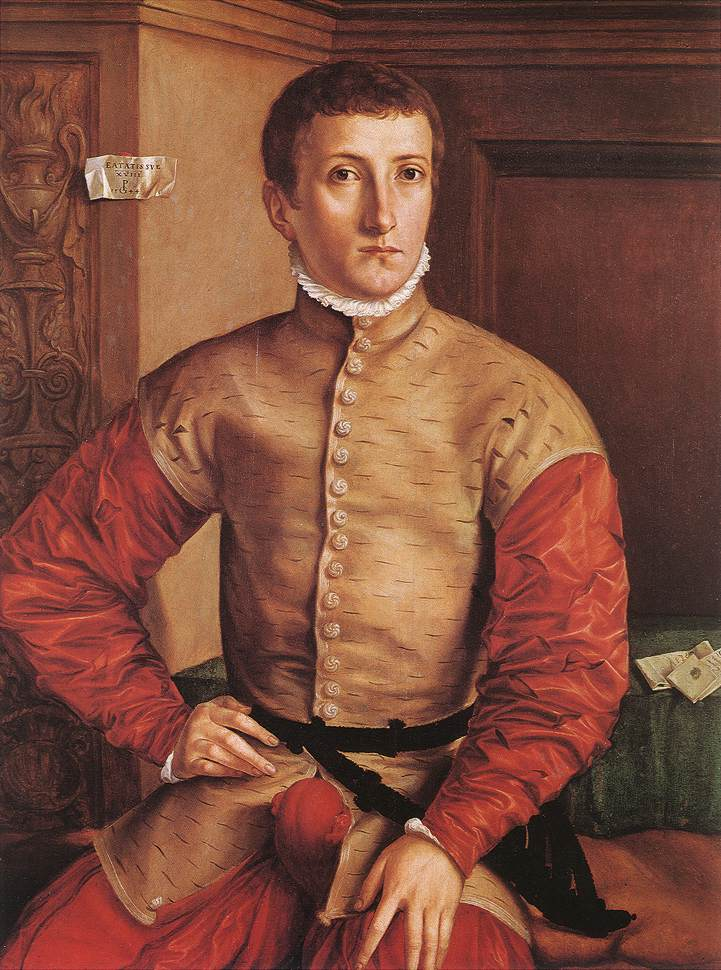
Portrét mladého muže (1544), Galerie Uffizi, Florencie
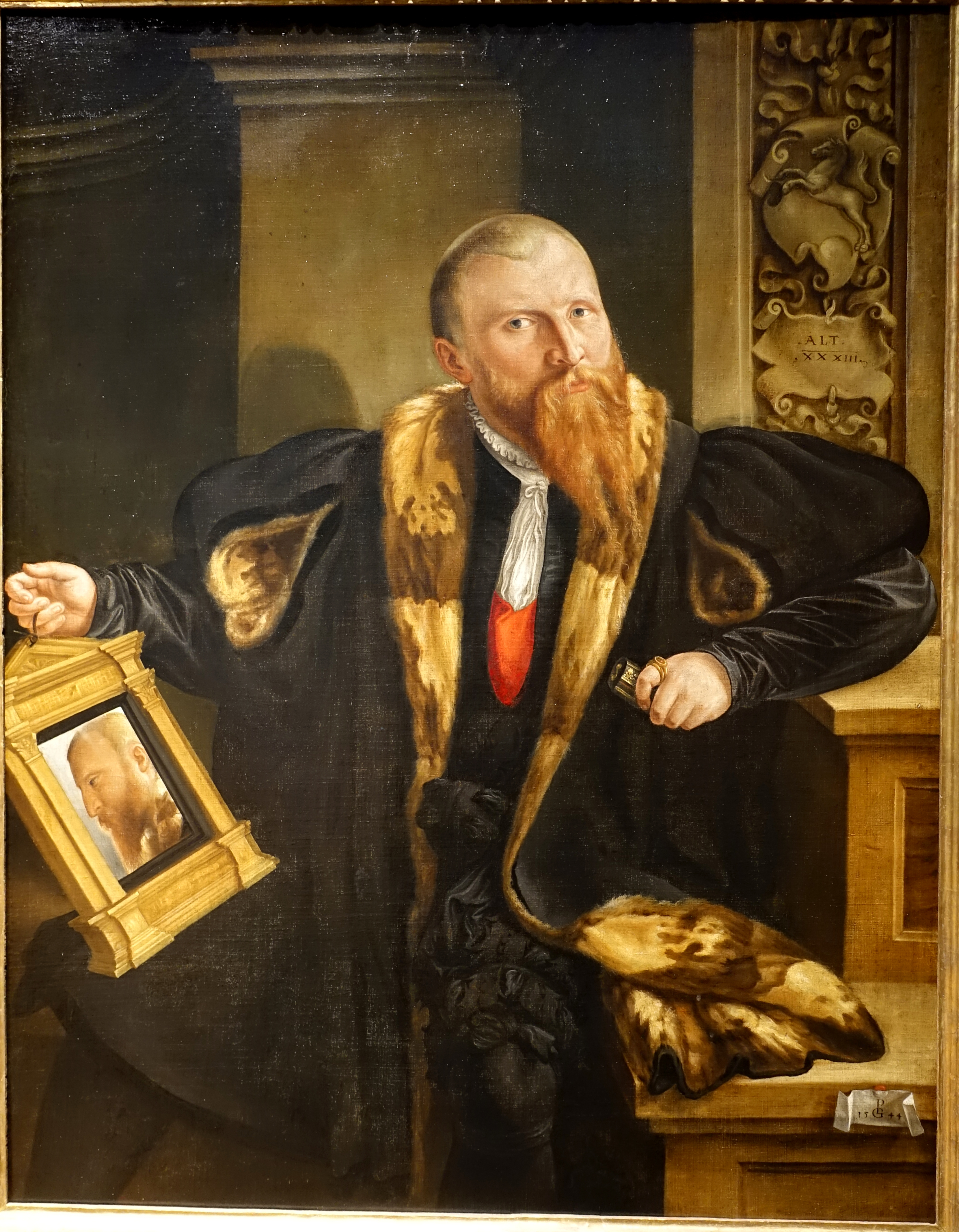
Norimberský zlatník Jakob Hofmann, (1544), HLM Darmstadt
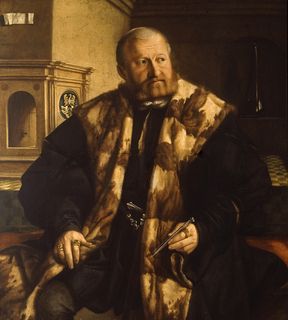
, Norimberský mincmistr Jörg Herz (1545), St. Kunsthalle Karlsruhe
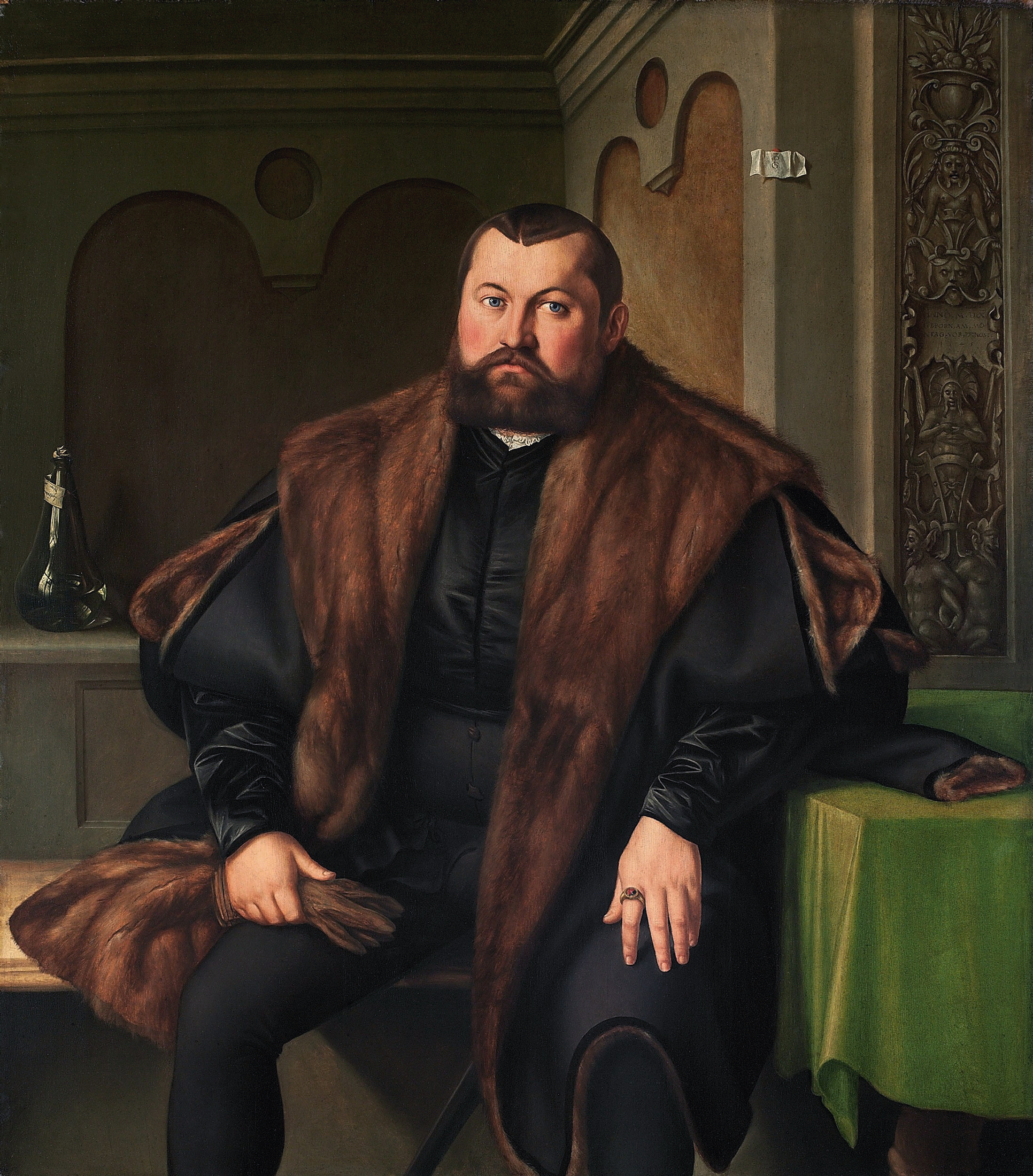
Sigismund Baldinger (1545), soukr. sbírka
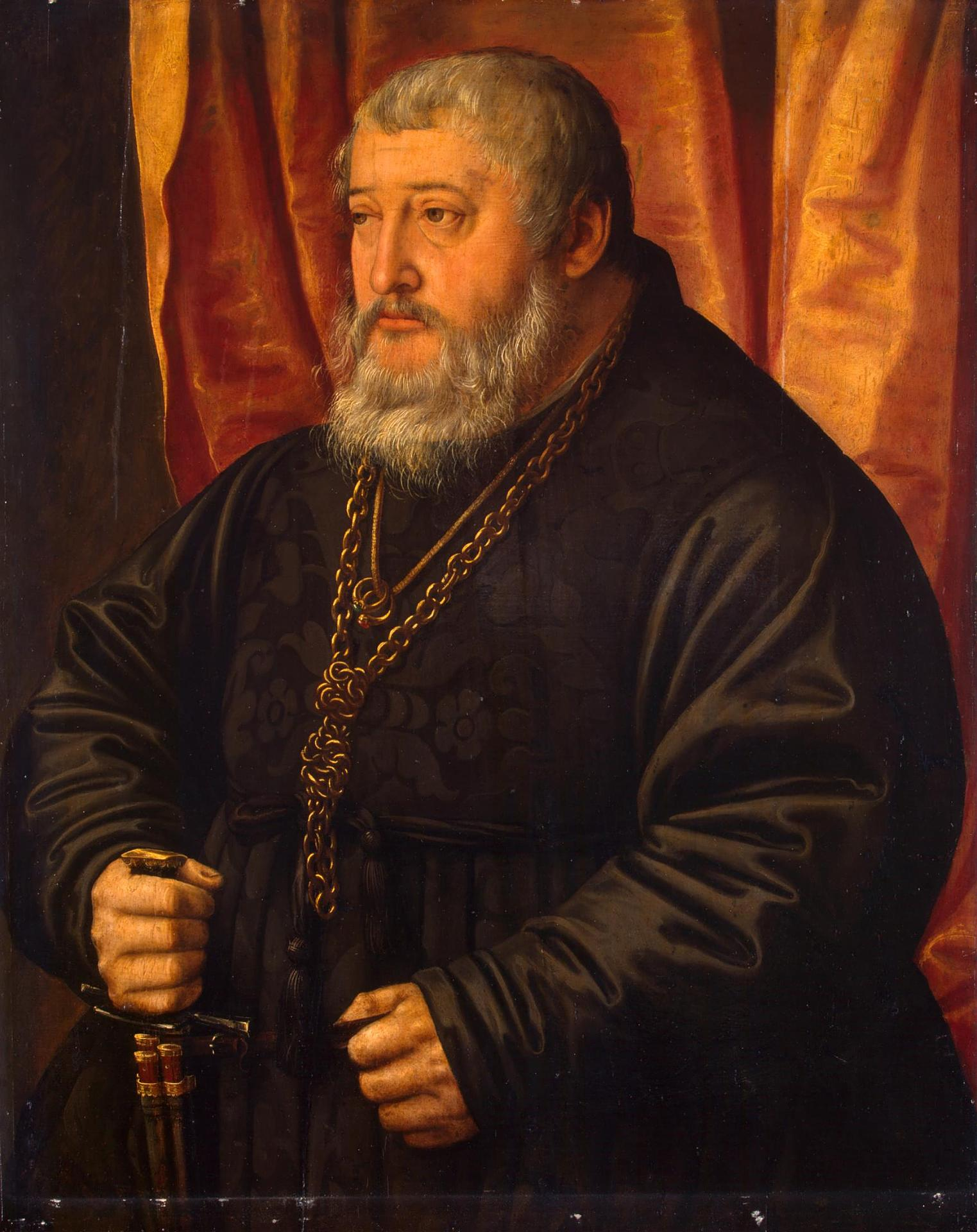
Falckrabě Ottheinrich (1550), Ermitáž

## Grafika
Grafických listů se dochovalo přes stovku, někdy ve více exemplářích. Mají převážně figurální náměty, tematicky čerpají z antické mytologie nebo antických dějin, z bible si Pencz kromě obvyklé christologie vybíral morality a "bezbožné" osobnosti, např. cyklus "Tyrani Starého zákona"; také personifikace Sedmi svobodných umění, Sedmi neřestí, zřídka portréty. Užíval více techniku mědirytiny než dřevořezu. Listy bývají signovány monogramem "GP" ve štítku nebo svislou spřežkou "PG" a patřily k předlohám, kopírovaným často v uměleckých řemeslech, zejména zvonaři, konváři, zlatníky a řezbáři kadlubů pro kachle.

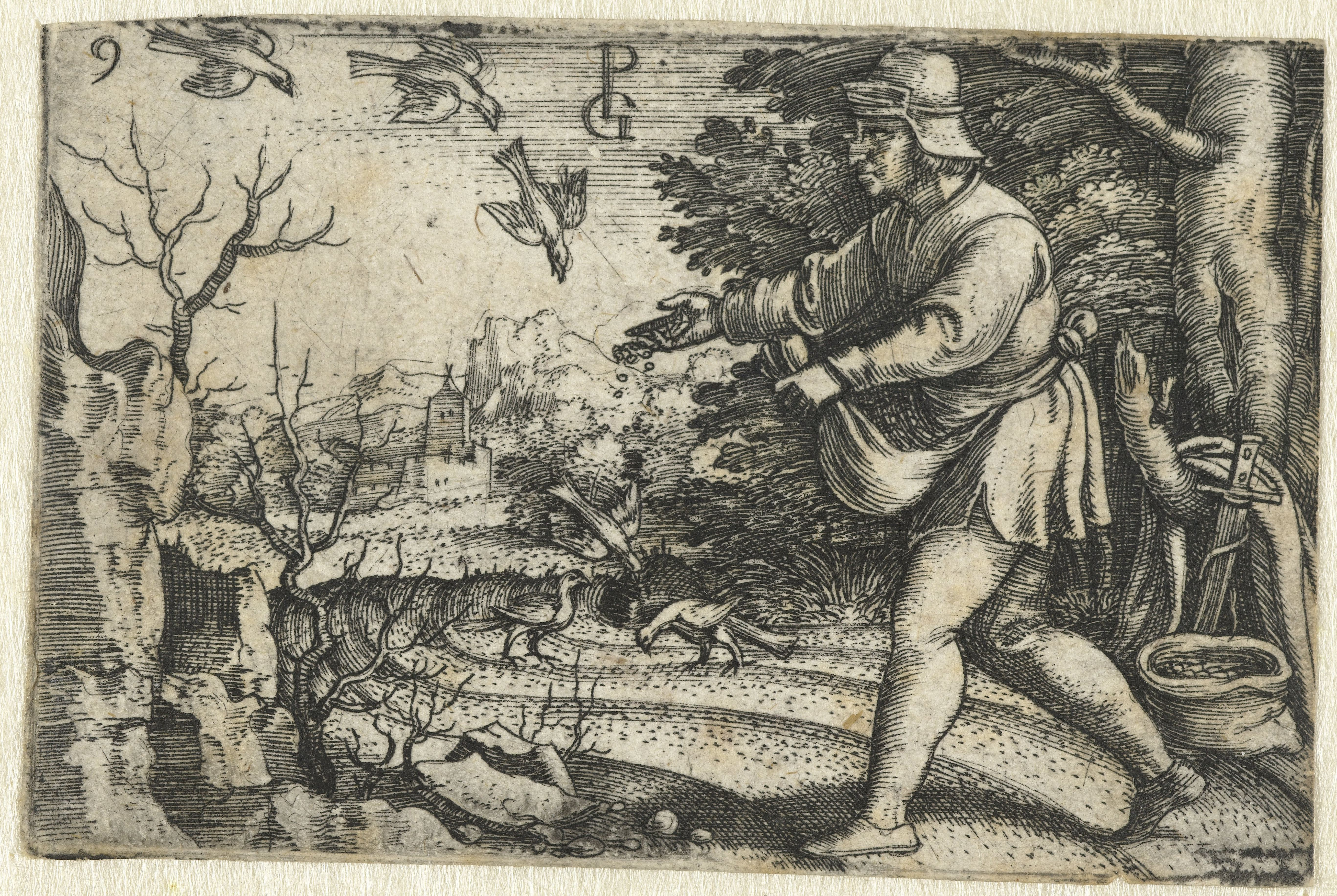
Podobenství o rozsévači, mědiryt, 1534-1535
Achab z cyklu Tyrani Starého zákona, dřevořez, asi 1535
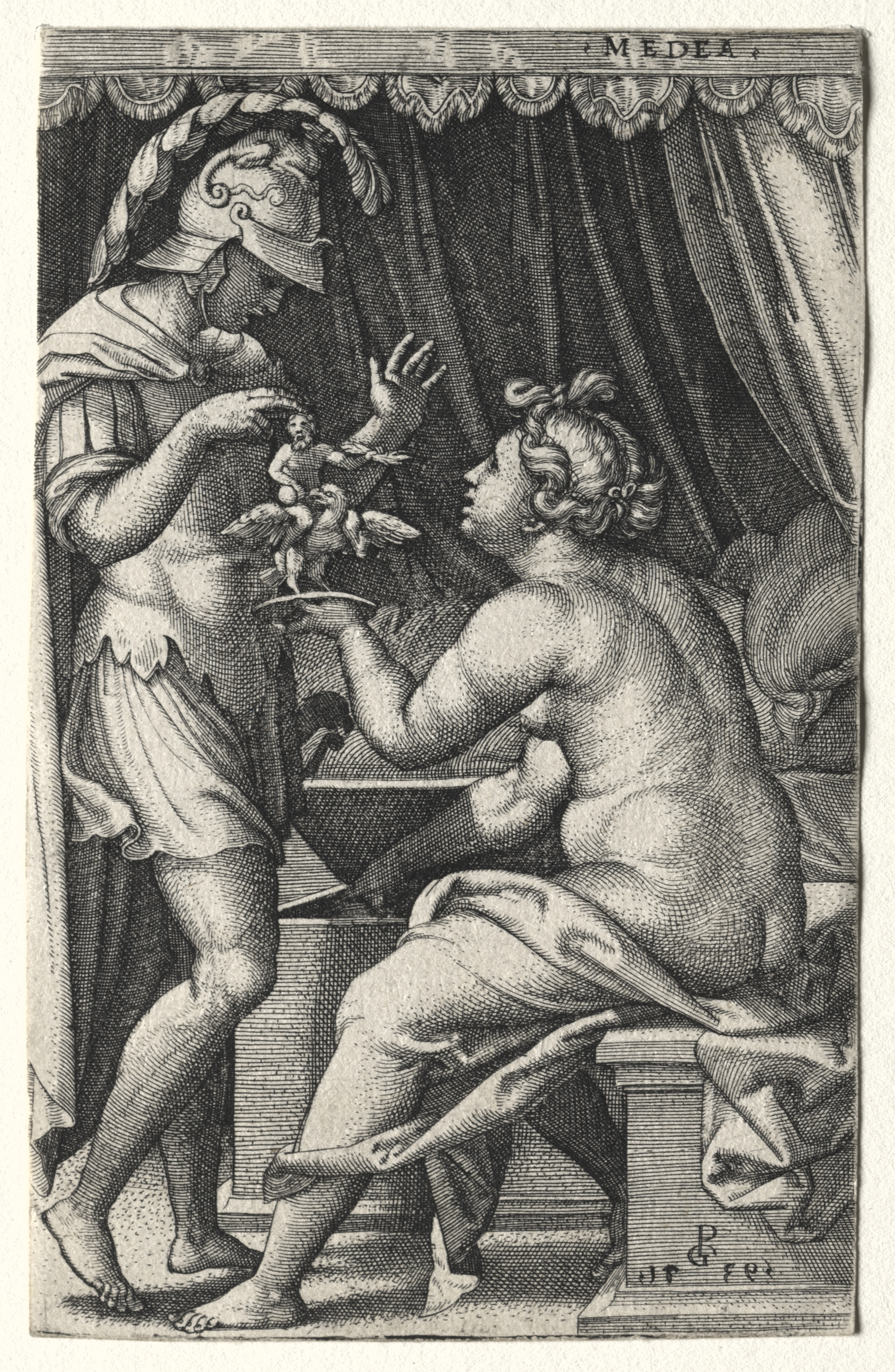
Jáson a Médea, mědiryt, 1539
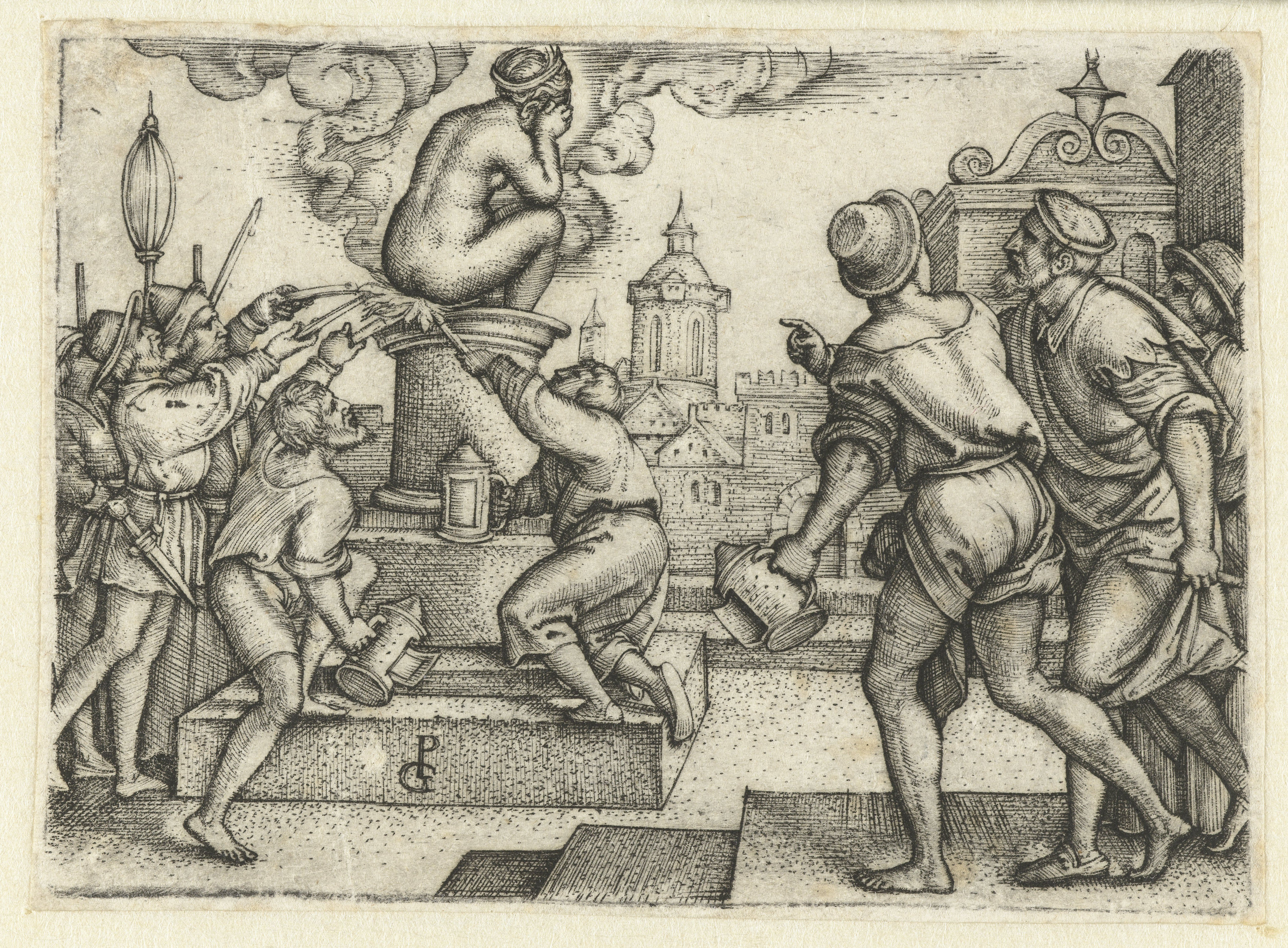
Vergiliův trest, mědiryt 1541-1542
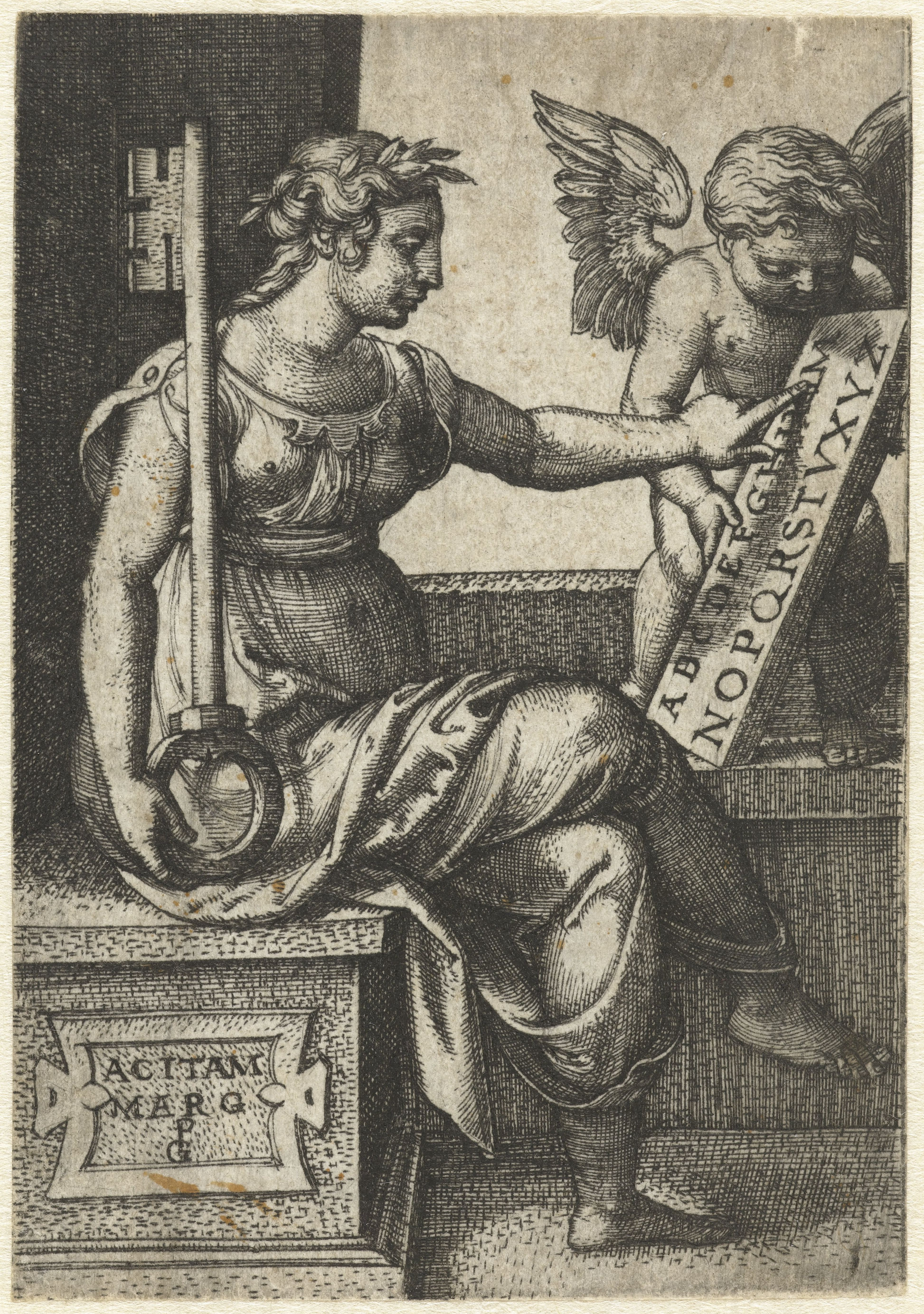
Gramatika z cyklu Sedm svobodných umění, mědiryt, 1539-1543
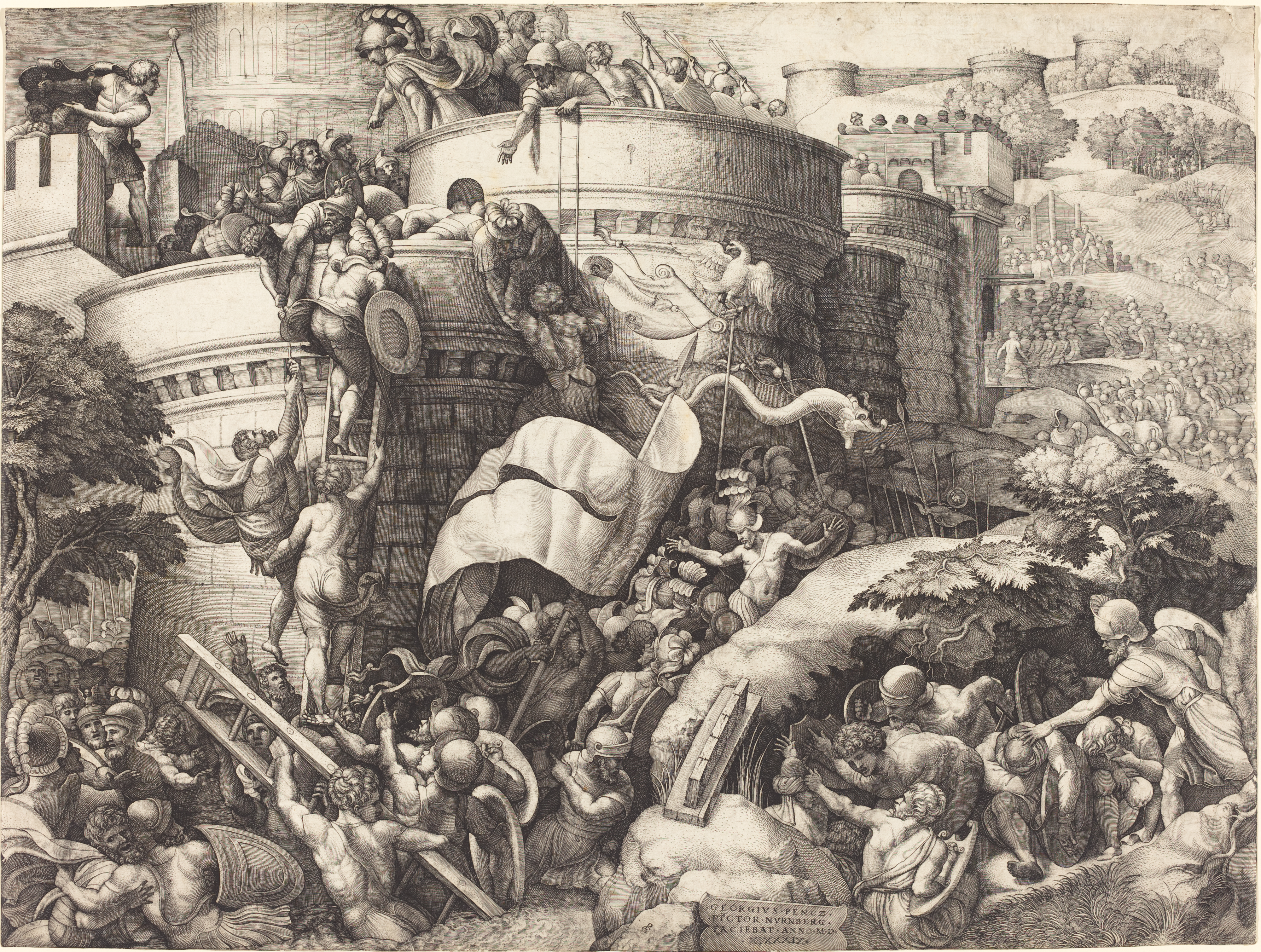
Dobytí Kartága, mědiryt podle Giulia Romana